# Lygodactylus tantsaha
Lygodactylus tantsaha — вид геконоподібних ящірок родини геконових (Gekkonidae). Ендемік Мадагаскару. Описаний у 2022 році. 

## Поширення і екологія
Lygodactylus tantsaha мешкають на західних схилах гірського масиву Монтань-д'Амбр на півночі острова Мадагаскар, на висоті 817 м над рівнем моря.